# Begraafplaats van Mouvaux
De Begraafplaats van Mouvaux is een gemeentelijke begraafplaats in de Franse gemeente Mouvaux in het Noorderdepartement. De begraafplaats ligt aan de Rue Mirabeau op 1.350 m ten noordwesten van het centrum (gemeentehuis). Ze heeft een rechthoekig grondplan en wordt omsloten door een draadafsluiting en een haag. Er zijn twee toegangen met metalen hekken. 
Aanvankelijk bevond de begraafplaats van Mouvaix zich rond de kerk. In de 19de eeuw werd de begraafplaats verplaatst waar nu nog een oorlogsmonument staat langs de Boulevard de la Marne. Wegens plaatsgebrek moest men ook hier uitwijken en in 1924 verhuisde men de begraafplaats naar de huidige locatie. 
Centraal op de begraafplaats staat een gedenkteken voor de Franse slachtoffers van de beide wereldoorlogen, de Frans-Duitse Oorlog, de Eerste Indochinese Oorlog en andere militaire conflicten waarbij Frankrijk betrokken was.  

## Graven
Bekende personen op de begraafplaats:
- Maxence Van der Meersch, schrijver

## Franse oorlogsgraven

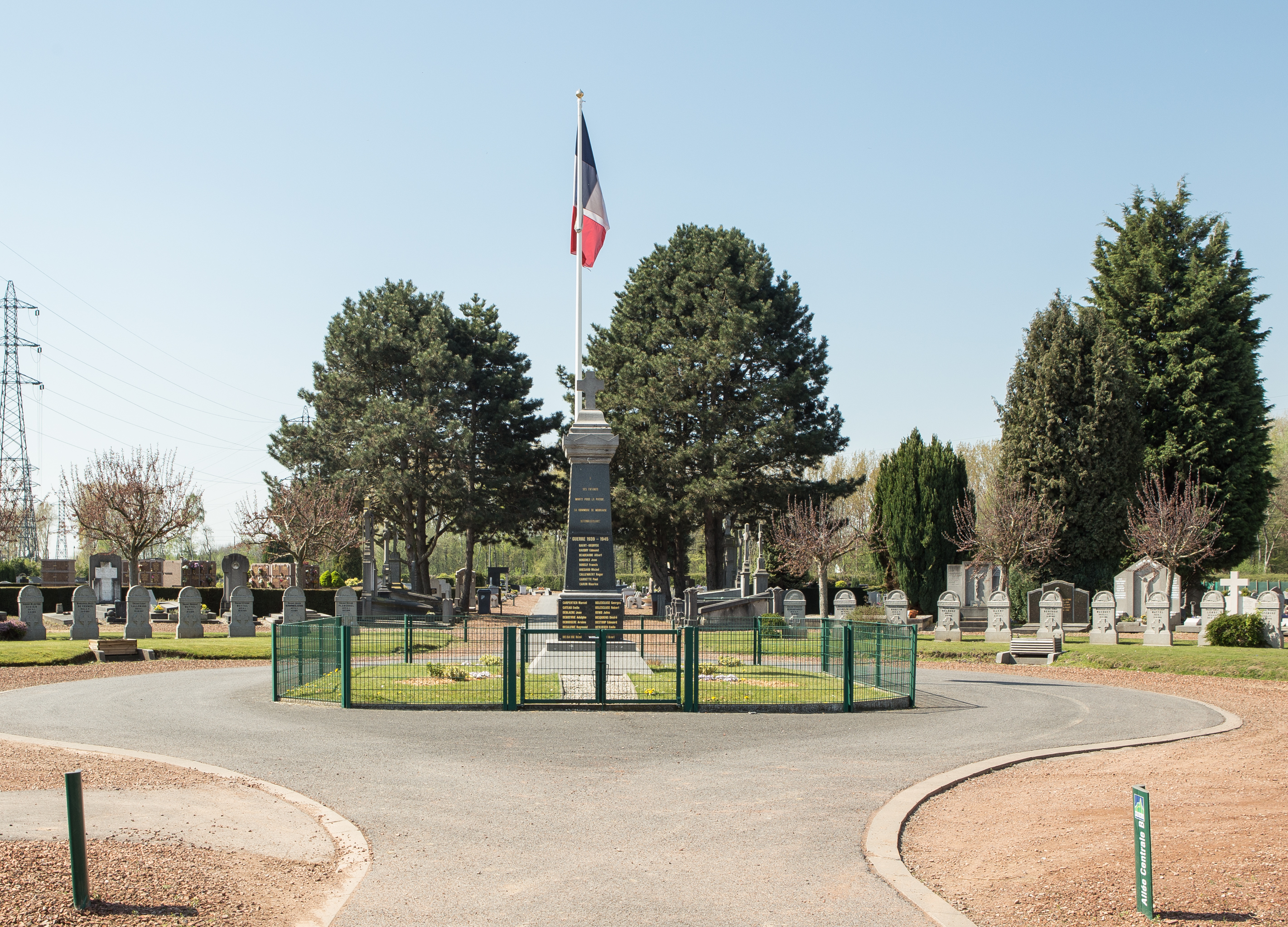
Gedenkzuil en Franse graven

Rond het monument liggen in een halve cirkel 42 graven met Franse en 5 graven met Britse gesneuvelden uit de Eerste Wereldoorlog begraven.

## Britse oorlogsgraven
Er liggen 3 Britse en 2 Nieuw-Zeelandse geïdentificeerde gesneuvelde militairen uit de Eerste Wereldoorlog. De graven liggen bij de Franse militaire graven aan het oorlogsmonument. De 5 graven worden onderhouden door de Commonwealth War Graves Commission en zijn daar geregistreerd onder Mouvaux New Communal Cemetery